# 유아복

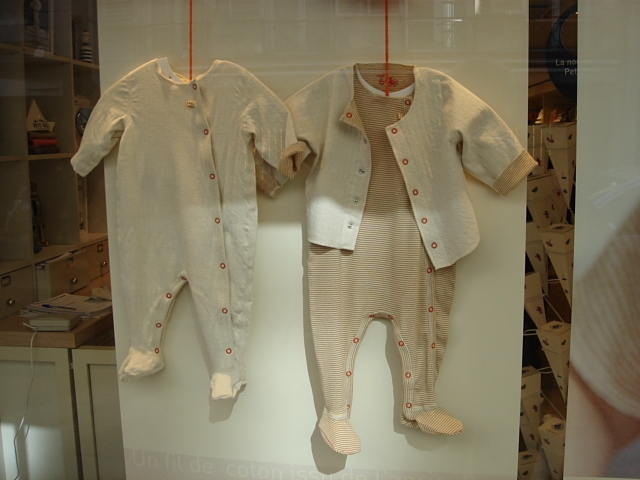
유아복

유아복(乳兒服)은 유아를 위해 만든 의류다.

## 크기
유아복 사이즈는 일반적으로 나이에 따라 결정된다. 이는 일반적으로 조산아, 0~3개월, 3~6개월, 6~9개월, 9~12개월, 12개월, 18개월, 24개월이지만 이러한 사이즈에 대한 업계 표준 정의는 없다. 대부분의 소매업체는 아동의 체중, 키 또는 둘 다를 기준으로 사이즈 차트를 제공하며 아동의 체중 및 키 백분위수도 유아의 의류 사이즈를 적절히 결정하는 데 사용될 수 있다.